# Kletka dlja kanareek
Kletka dlja kanareek (Клетка для канареек) è un film del 1983 diretto da Pavel Čuchraj.

## Trama
Il film racconta di un ragazzo e una ragazza che stanno vivendo una grave crisi interna. Sono come in una gabbia da cui non possono uscire.